# Tubten Zopa
Tubten Zopa Rinpocse (Tibeti:  ཐུབ་བསྟན་བཟོད་པwylie: Thub-bstan Bzod-pa; Thami, Nepál, 1946. december 3. – 2023. április 13.) a nepáli Szolo Khumbu körzet Thami nevű falujából származó gelug láma. Fiatal korában az azonos körzetből származó Laudo láma reinkarnációjaként ismerték fel (innen a rinpocse titulus). A szikkimi Dung-kar kolostorban kapott további képzést, és Tibetben folytatta volna tanulmányait, ha az épp nem az 1959-es kínai megszállás éve lett volna. Ehelyett Gese Rabten, spirituális tanítója Thubten Jese láma gondjaira bízta.
Zopa láma a kopan-kolostori Jese Láma mellett, leginkább a Mahájána-hagyomány megőrzéséért Alapítvány (Foundation for the Preservation of the Mahayana Tradition) társalapítójaként ismert.
Könyveit a Wisdom Publications kiadó jelenteti meg. Néhány tanításának jegyzete a Lama Yeshe Wisdom Archive-ben hozzáférhető. Terjedelmes életrajza olvasható Jamyang Wangmo The Lawudo Lama című könyvében.
Jese láma tanácsait követve, Zopa láma a Maitreya Project, egy hatalmas Maitréja buddha szobor észak-indiai kivitelezésén dolgozik. Eredetileg Bodh-Gajában (Bihár) tervezték építését az 500 láb (152 m) magas szobornak, amely méreteit tekintve a világon egyedülálló, a tervet azonban most Kusínagarban tervezik megvalósítani.